# Liste der Chief Minister von Odisha
Die folgende Tabelle listet die Chief Minister von Odisha (Orissa) mit Amtszeit und Parteizugehörigkeit auf.
| #  | Name                        | Amtsantritt       | Ende der Amtszeit | Partei                                |
| 1  | Harekrushna Mahatab         | 15. August 1947   | 11. Mai 1950      | Indischer Nationalkongress            |
| 2  | Nabakrushna Choudhury       | 12. Mai 1950      | 14. Oktober 1956  | Indischer Nationalkongress            |
| 3  | Harekrushna Mahatab         | 15. Oktober 1956  | 24. Februar 1961  | Indischer Nationalkongress            |
|    | (President’s rule)          | 25. Februar 1961  | 15. Juni 1961     |                                       |
| 4  | Bijayananda Patnaik         | 16. Juni 1961     | 1. Oktober 1963   | Indischer Nationalkongress            |
| 5  | Biren Mitra                 | 2. Oktober 1963   | 20. Februar 1965  | Indischer Nationalkongress            |
| 6  | Sadasiva Tripathy           | 21. Februar 1965  | 7. März 1967      | Indischer Nationalkongress            |
| 7  | Rajendra Narayana Singh Deo | 8. März 1967      | 10. Januar 1971   | Swatantra Party                       |
|    | (President’s rule)          | 11. Januar 1971   | 2. April 1971     |                                       |
| 8  | Biswanath Das               | 3. April 1971     | 13. Juni 1972     | parteilos                             |
| 9  | Nandini Satpathy            | 14. Juni 1972     | 2. März 1973      | Indischer Nationalkongress            |
|    | (President’s rule)          | 3. März 1973      | 5. März 1974      |                                       |
| 10 | Nandini Satpathy            | 6. März 1974      | 15. Dezember 1976 | Indischer Nationalkongress            |
|    | (President’s rule)          | 16. Dezember 1976 | 28. Dezember 1976 |                                       |
| 11 | Binayak Acharya             | 29. Dezember 1976 | 24. Juni 1977     | Indischer Nationalkongress            |
| 12 | Nilamoni Routray            | 25. Juni 1977     | 16. Februar 1980  | Janata Party                          |
|    | (President’s rule)          | 17. Februar 1980  | 8. Juni 1980      |                                       |
| 13 | Janaki Ballabh Patnaik      | 9. Juni 1980      | 6. Dezember 1989  | Indian National Congress Party-Indira |
| 14 | Hemananda Biswal            | 7. Dezember 1989  | 4. März 1990      | Indian National Congress Party-Indira |
| 15 | Bijayananda Patnaik         | 5. März 1990      | 14. März 1995     | Indischer Nationalkongress            |
| 16 | Janaki Ballabh Patnaik      | 15. März 1995     | 14. Februar 1999  | Indian National Congress Party-Indira |
| 17 | Giridhar Gamang             | 15. Februar 1999  | 5. Dezember 1999  | Biju Janata Dal/Janata Dal            |
| 18 | Hemananda Biswal            | 6. Dezember 1999  | 4. März 2000      | Indian National Congress Party-Indira |
| 19 | Naveen Patnaik              | 5. März 2000      | 11. Juni 2024     | Biju Janata Dal                       |
| 20 | Mohan Charan Majhi          | 12. Juni 2024     | im Amt            | Bharatiya Janata Party                |